# Manihot grahamii
Manihot grahamii là một loài thực vật có hoa trong họ Đại kích. Loài này được Hook. mô tả khoa học đầu tiên năm 1843.